# SH705iII
FOMA SH705iII（フォーマ・エスエイチ なな まる ご アイ ツー）は、シャープによって開発された、NTTドコモの第三世代携帯電話 (FOMA) 端末である。

## 概要
- SH705iIIはSH705iをベースに、周囲の雑音を抑えたり声を強調するなど、通話音声を聞き取りやすくする機能や、カメラルーペ機能を追加した年配層の利用を意識したマイナーチェンジ端末。
- 「TOUCH CRUISER」は搭載されていない。SH705i同様、3.2メガカメラを搭載する。
- サブカメラを備えていないため、テレビ電話で自分の顔を送信することはできない。

| 主な対応サービス           | 主な対応サービス                    | 主な対応サービス         | 主な対応サービス                                |
| -------------------------- | ----------------------------------- | ------------------------ | ----------------------------------------------- |
| DCMX／おサイフケータイ     | うた・ホーダイ                      | 着うたフル／着うた       | デジタルオーディオプレーヤー(AAC)(SDオーディオ) |
| 直感ゲーム／メガiアプリ    | Music&Videoチャネル／ビデオクリップ | 3Gローミング             | プッシュトーク                                  |
| FOMAハイスピード           | GPS／ケータイお探し                 | デコメール／デコメ絵文字 | iチャネル                                       |
| 着もじ                     | テレビ電話／キャラ電                | 電話帳お預かりサービス   | フルブラウザ                                    |
| おまかせロック／バイオ認証 | 外部メモリーへiモードコンテンツ移行 | トルカ                   | iC通信／iCお引越しサービス                      |
| きせかえツール／マチキャラ | バーコードリーダ／名刺リーダ        | 2in1                     | エリアメール                                    |

1. ↑  サブカメラを備えていないため「体を動かす」及び「しゃべる」は非対応。
2. ↑  BモードのメールはWebメールとなる。

### プリインストールiアプリ
- Gガイド番組表リモコン
- DCMXクレジットアプリ
- ケータイクレジットiD

### ワンセグ機能
- 外部メモリ（microSD）への録画
- マルチウィンドウ

## 歴史
- 2008年1月28日 - 電気通信端末機器審査協会 (JATE) 通過
- 2008年XX月XX日 - 技術基準適合証明 (TELEC) 通過
- 2008年3月11日 - 開発発表
- 2008年4月9日 - 発売開始